# Дождевые леса Амазонии

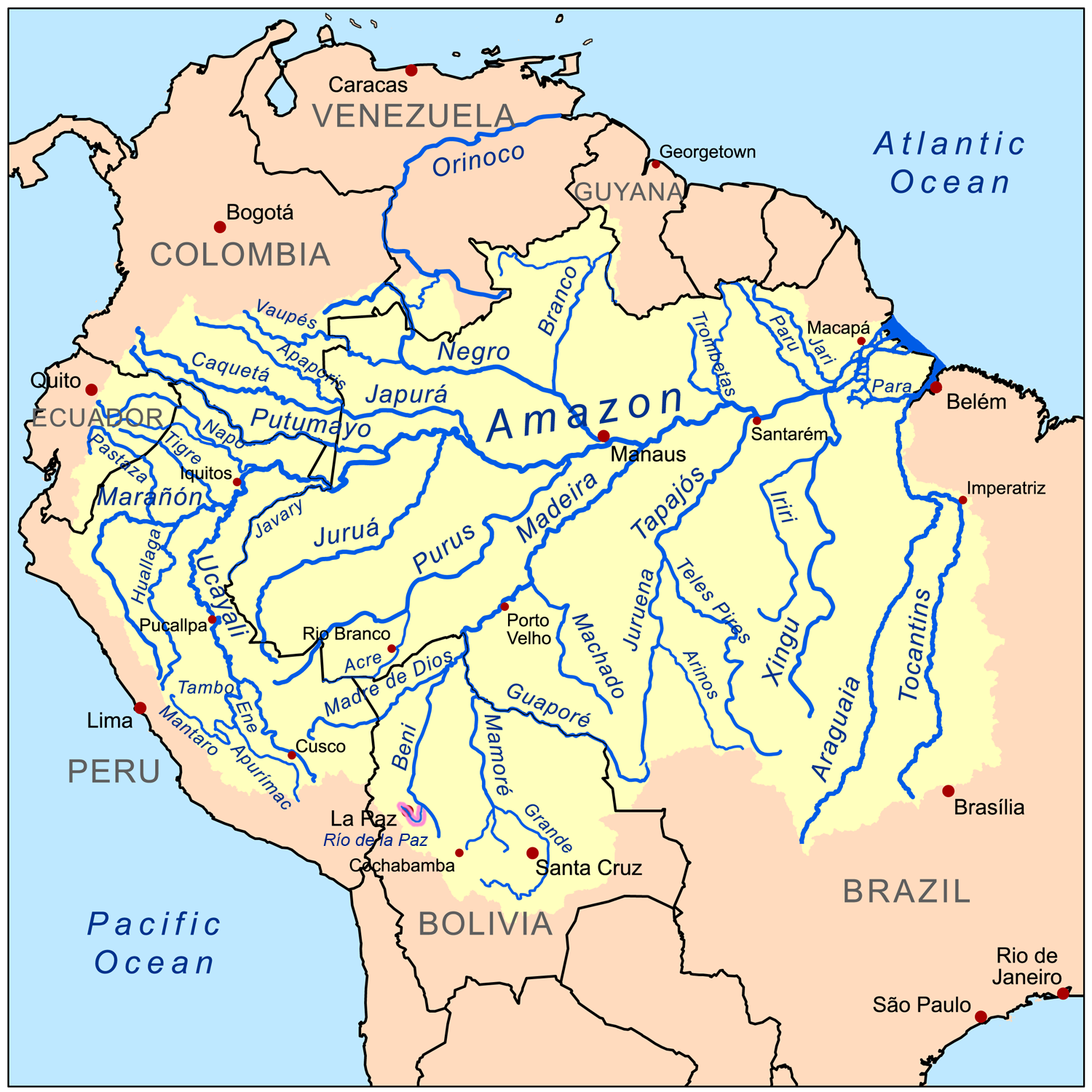
Карта бассейна Амазонки

Дождевые леса Амазонии — обширный регион влажнотропических вечнозелёных широколиственных лесов — самый крупный в мире тропический лес, расположенный на обширной, почти плоской, равнине, охватывающей почти весь бассейн реки Амазонки. Собственно лес занимает 6,5 миллиона квадратных километров — половину общей площади оставшихся на планете тропических лесов. Захватывает территорию девяти государств: (Бразилия, Перу, Колумбия, Венесуэла, Эквадор, Боливия, Гайана, Суринам, Французская Гвиана).

## Биоразнообразие
Влажные тропические леса Южной Америки (Сельва) отличаются наибольшим биоразнообразием. Разнообразие животных и растений там намного больше, чем в тропических лесах Африки и Азии. Каждый десятый описанный вид животного или растения распространён в амазонских джунглях. Здесь было описано, как минимум, 40000 видов растений, 3000 видов рыб, 1294 вида птиц, 427 видов млекопитающих, 428 видов земноводных, 378 видов пресмыкающихся и от 96660 до 128 843 видов различных беспозвоночных.
Здесь присутствует самое большое на Земле разнообразие растений, в том числе 16 тыс. видов деревьев.
Почти половина всех деревьев в регионе принадлежит к «гипердоминирующим» 227 видам, многие из которых используются местными жителями для получения продуктов питания. Не менее 8000 лет назад люди в Амазонии вырубали дикие растения и высаживали пальмы и плодовые культуры, о чём свидетельствуют участки плодородных почв искусственного происхождения («терра прета» или «чёрная земля»). В окрестностях 3348 археологических памятников Амазонии видовой состав лесов содержит больше одомашненных видов, чем в других местах. В некоторых районах амазонских лесов в Боливии, число видов культурного происхождения доходит до 61 %. Почвы «терра прата» более плодородны и лучше удерживают влагу, чем естественные почвы окружающих лесов, на них выше биоразнообразие растений, богаче флористический состав, больше наземная биомасса растений.

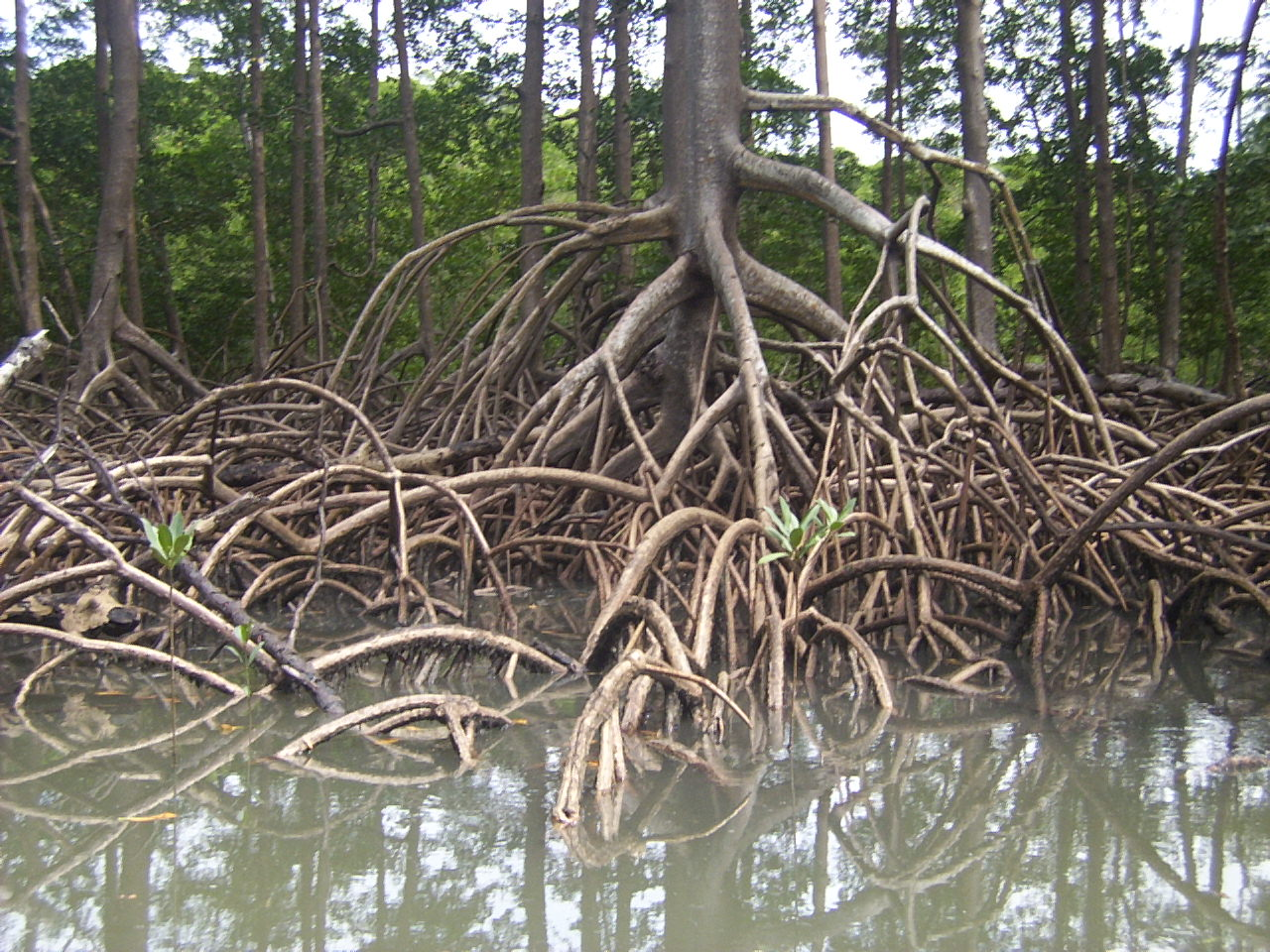
Воздушные корни мангровых деревьев
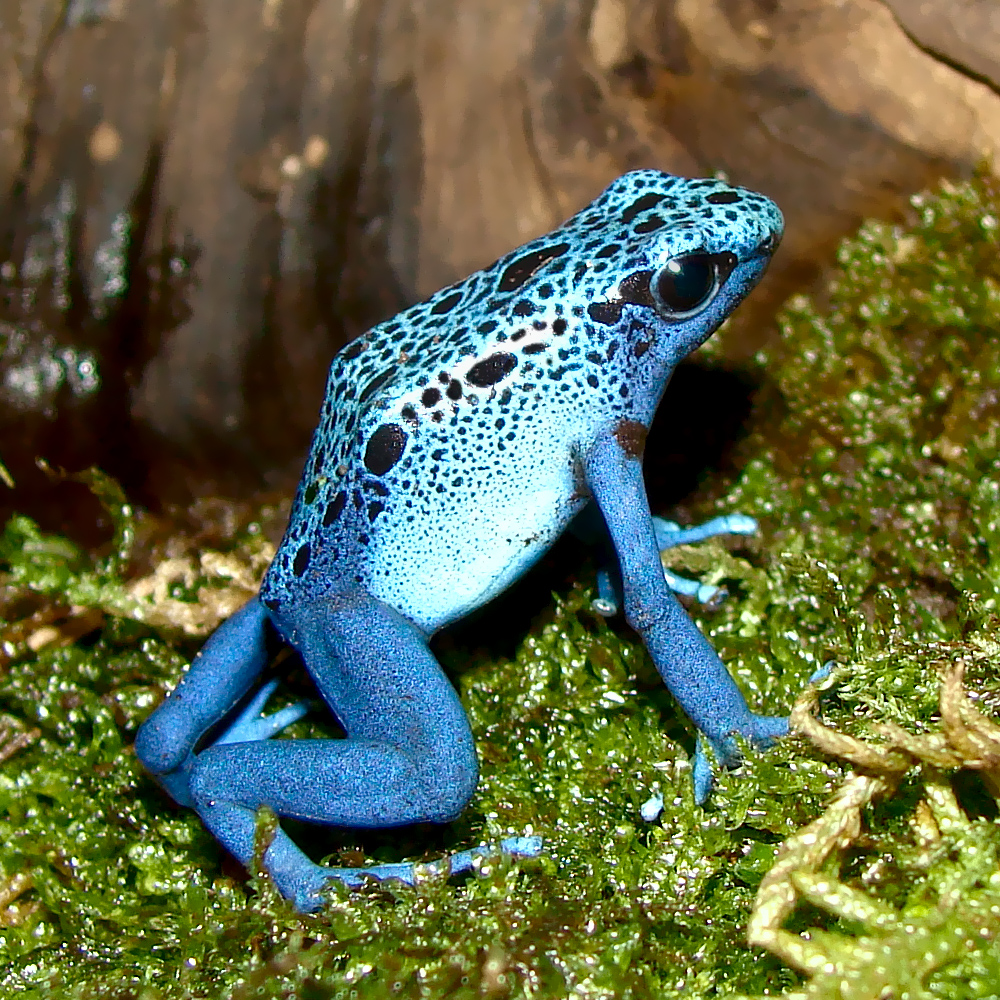
Голубой древолаз
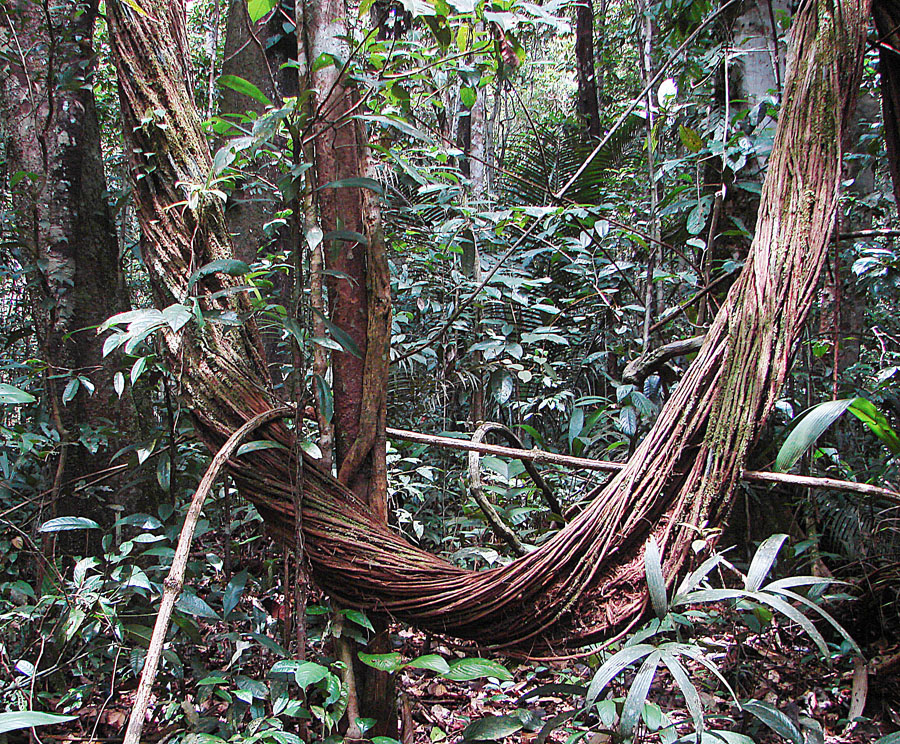
Гигантская лиана баугиния (Bauhinia guianensis)
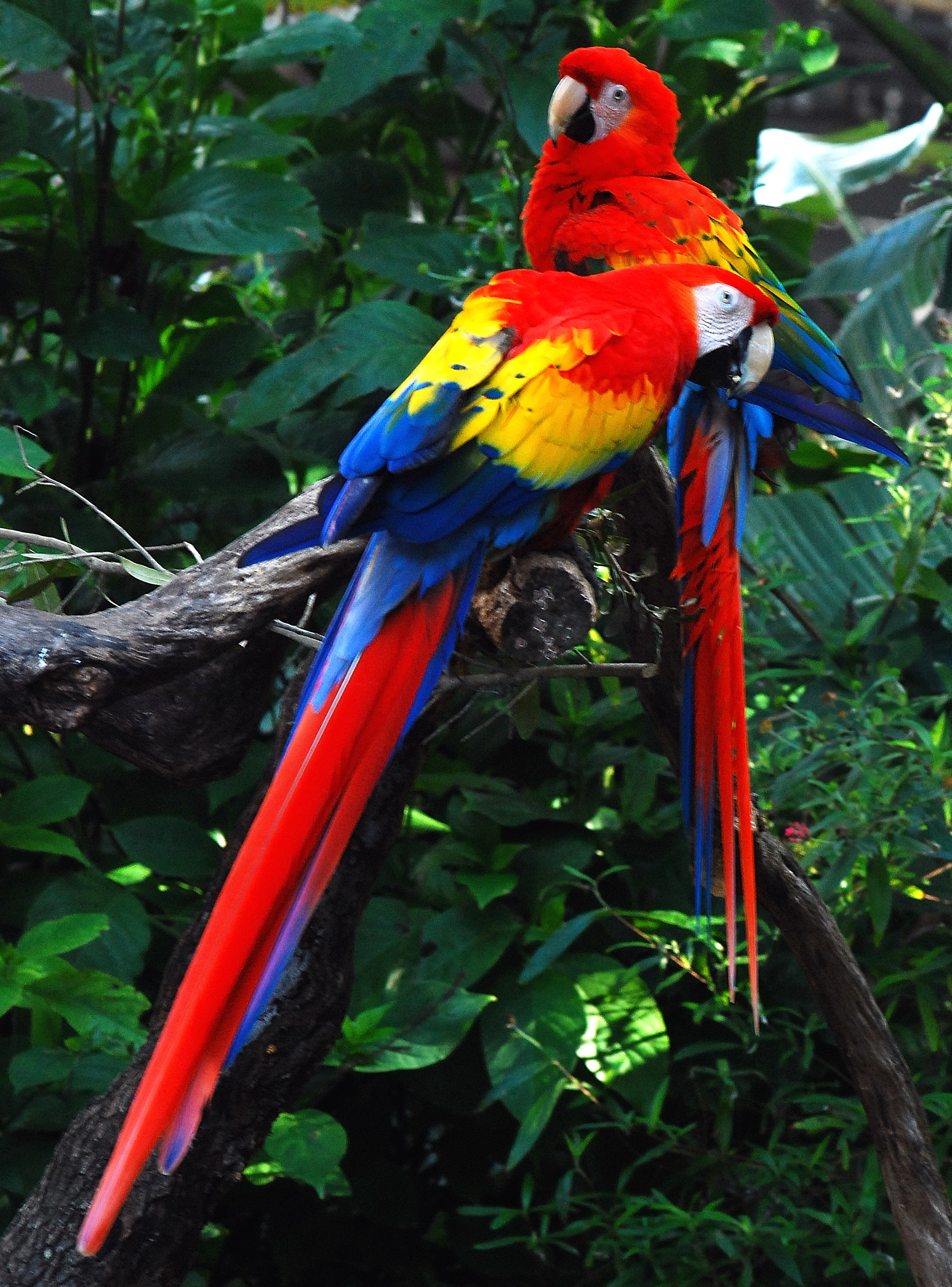
Попугай Ара

## Фауна
В амазонских джунглях обитает много животных, которые могут представлять серьёзную опасность для человека. Из крупных хищников здесь обитают ягуар и кайман. Также, здесь обитают змеи анаконда и ядовитые шушуя и жарарака, а также «коричневый паук» Loxosceles. В реках водятся электрические скаты, пираньи, рыба кандеру (якобы способная проникать в мочевыводящие пути человека и других животных), а также пресноводный дельфин иния.

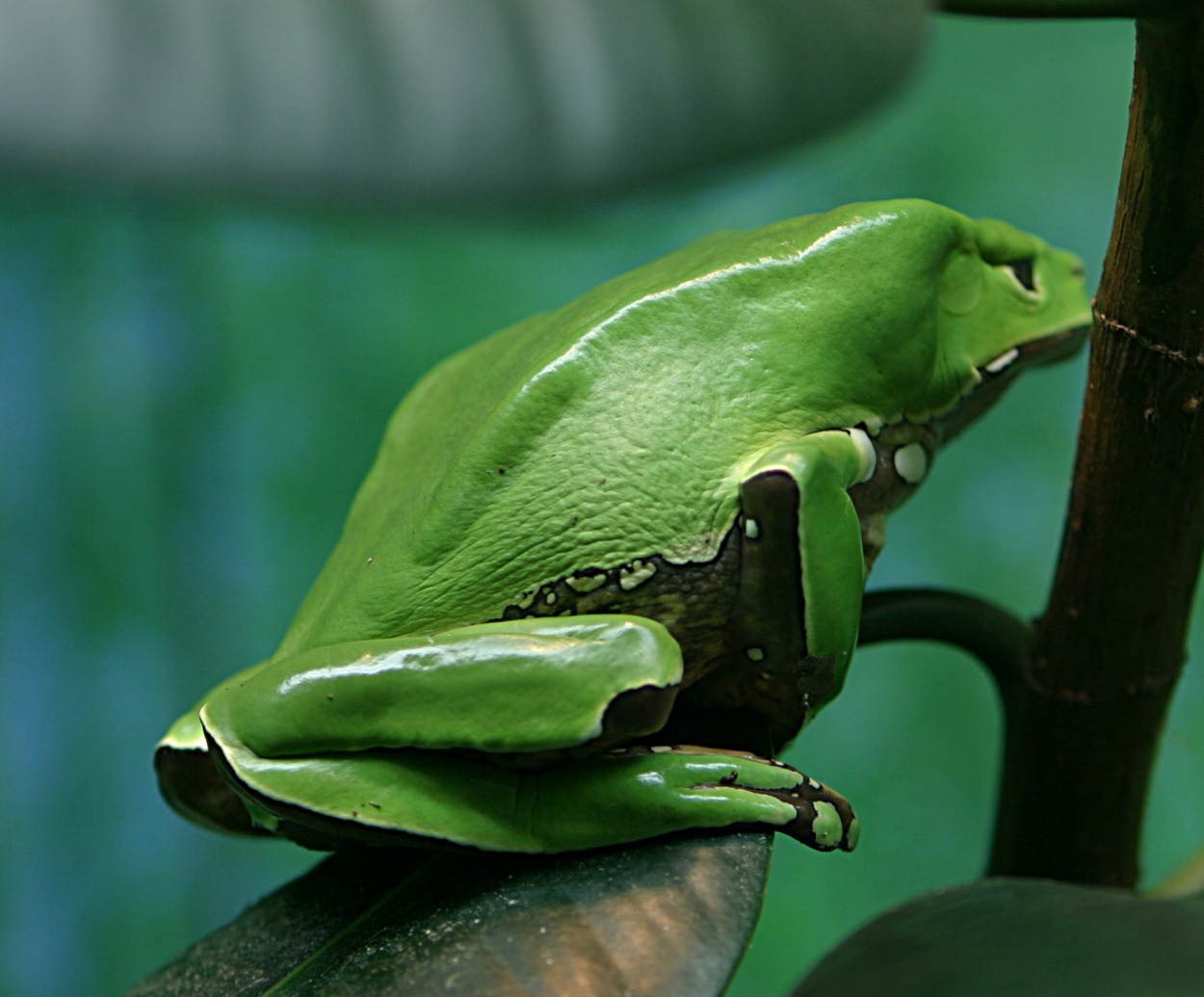
Гигантская листовая лягушка

На деревьях живут различные виды бесхвостых земноводных из семейства Древолазов, кожа которых выделяет сильный липофильный яд — батрахотоксин. Здесь также обитают различные паразиты и переносчики инфекционных заболеваний. В частности, некоторые виды летучих мышей являются естественным резервуаром вируса бешенства, а москиты— переносчики лейшманиозов. Влажная тёплая среда создаёт благоприятные условия для распространения малярии, желтой лихорадки и других инфекционных заболеваний их переносчиками. Насекомое-винт tornillo откладывает яйца на мокрой одежде, а соприкасаясь с кожей человека, впивается в неё и откладывает яйца.
Общественные насекомые в тропическом лесу составляют ведущую группу сапрофагов. Их многочисленные представители — муравьи и термиты, число последних может достигать очень больших показателей. Так, в тропическом лесу бассейна Амазонки термитников на 1 га может приходиться до 800—1000, а самих термитов насчитывается от 500 до 10 тыс. особей на 1 м2. Древесный ярус представлен разнообразными фитофагами: жуками, гусеницами бабочек, палочниками, грызущими ткани листьев, а также цикадами, сосущими соки из листьев, муравьями-листорезами. Особенность тропического леса — муравейники, которые построены из листьев деревьев, причём не только в естественном лесу, но и на возделанных плантациях цитрусовых, гевеи, кофе.

## Сохранность и угрозы
Вырубка лесов
С 1991 по 2004 год потери территории амазонского леса составили 415 тыс. км2. Ежегодно обезлесению подвергается 2 млн. гектаров амазонских джунглей, к 2020 году потеряно, ориентировочно, 25 % площади лесов Амазонии. Основной причиной обезлесения Амазонии является расчистка территории под поселения и сельское хозяйство. Когда-то существенной причиной постоянной вырубки новых участков леса являлось подсечно-огневое земледелие, фермеры не рекультивировали истощённые почвы, а почвы, высвобождаемые из-под леса, сохраняли плодородность в течение всего нескольких лет, поэтому фермеры бросали их и расчищали новый участок леса. Однако бо́льшая часть расчищенной территории отдана под пастбища для скота и лес на ней не возобновляется. Пастбищами занято около 70 % бывших лесных территорий, и более 90 %, потерянных в 1970—2007 годы.
Тем не менее с 2011 года вырубка лесов в Бразилии замедлилась.
Охраняемые природные территории
С 2005 по 2016 год площадь охраняемых территорий увеличилась с 3,07 млн км2 до 3,62 млн км2 (56 % лесов Амазонии), хотя большинство территорий охраняются лишь формально.

### Популярная литература
- Бейтс Генри. Натуралист на реке Амазонке. Рассказ о тропических картинах природы, о нравах животных, о жизни бразильцев и индейцев и о путевых приключениях автора во время его одиннадцатилетних странствий / Пер. с англ. И. М. Шенброта. — М.: Географгиз, 1958. — 430 с.: ил.
- Биокка Этторе. Яноама / Пер. Л. А. Вершинина. — М.: Мысль, 1972. — 206 с.: ил. — Серия «Путешествия. Приключения. Поиск».
- Гэппи Николас. В стране Ваи-Ваи. Через леса к северу от Амазонки / Пер. с англ. Л. Л. Жданова. — М.: Географгиз, 1961. — 344 с.: ил. — Серия «Рассказы о природе».
- Кауэлл Адриан. В сердце леса / Пер. с англ. Н. Высоцкой и В. Эпштейна. — М.: Мысль, 1964. — 230 с.: ил. — Серия «Рассказы о природе».
- Кучиньский Мачей. Сельва / Пер. с польск. Д. С. Гальпериной. — М.: Мысль, 1977. — 144 с.: ил.
- Рондьер Пьер. От Копакабаны до Амазонки (Бразилия сегодня) / Пер. с франц. М. И. Беленького. — М.: Мысль, 1967. — 276 с.: ил. — Серия «Путешествия. Приключения. Поиск».
- Смит Антони. Мату-Гросу. Последняя девственная земля / Пер. с англ. В. В. Новикова. — М.: Мысль, 1977. — 174 с.: ил.
- Фесуненко И. С. Пост Леонардо. — М.: Молодая гвардия, 1975. — 224 с.: ил. — Серия «Бригантина».
- Фидлер Аркадий. Рыбы поют в Укаяли. — М.: Географгиз, 1963. — 240 с.: ил. — Серия «Рассказы о природе».
- Фосетт Перси. Неоконченное путешествие. В поисках древних цивилизаций / Пер. с англ. С. С. Серпинского. — СПб.: Амфора, 2014. — 448 с.: ил. — Серия «Тайны истории».